# Mínojština

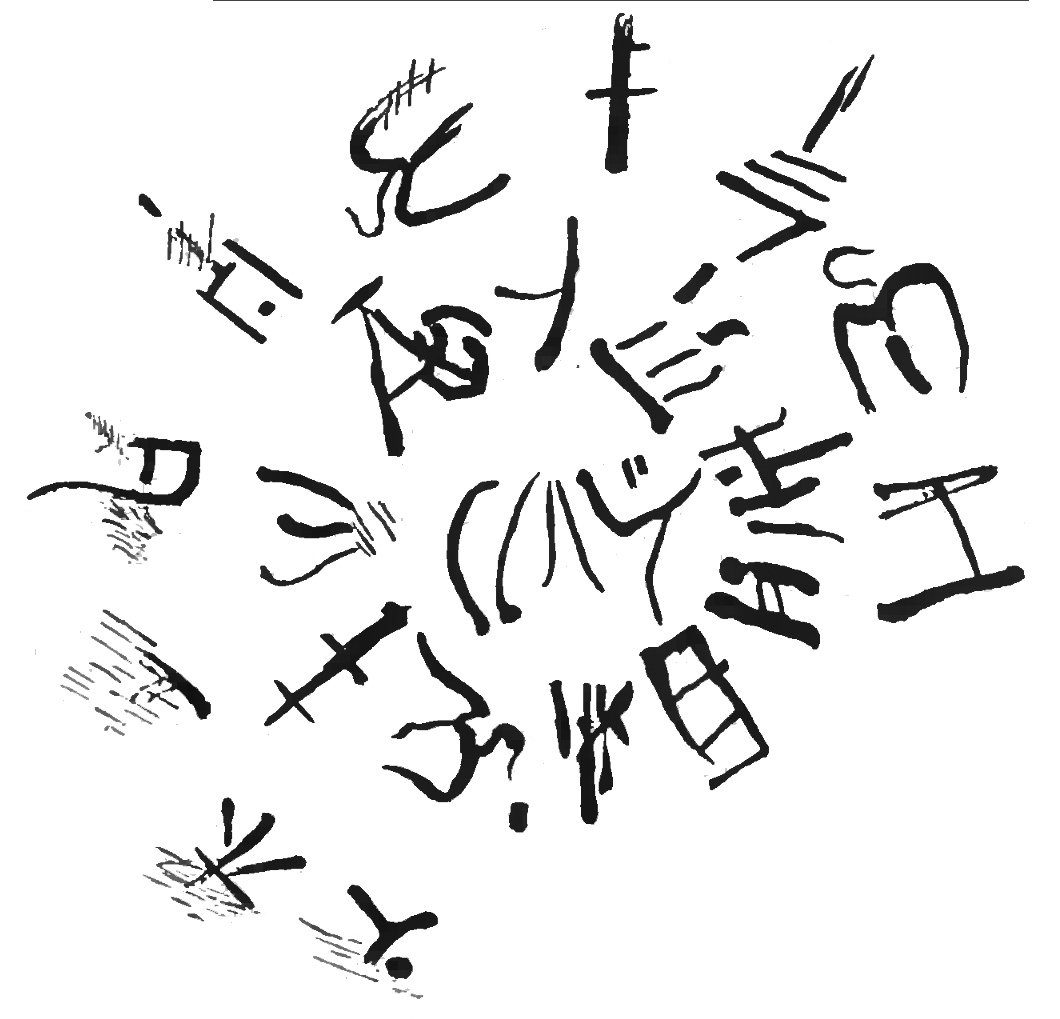
Ukázka lineárního písma A

Mínojština byl jazyk (možná i více jazyků) mínojské civilizace, což byla civilizace na Krétě, přibližně mezi 1800–1450 př. n. l. Na Krétě byly nalezeny písemné památky z této doby, zapsané krétskými hieroglyfy a lineárním písmem A. Tato písma ale ještě nebyla rozluštěna, a tak není podoba jazyka který zapisují známa. Existují ale poznámky ze starověkého Egypta, které nejspíše zaznamenávají mínojský jazyk, a lze z nich odvodit např. fonologii mínojštiny, jedná se často ale jen o názvy míst. Je velmi pravděpodobné, že eteokrétština, jazyk, kterým se na Krétě mluvilo mezi 7–3. stoletím př. n. l. (tedy asi po 1000 let později), se vyvinula právě z mínojštiny. Stejně jako mínojština, není známo do jaké jazykové rodiny eteokrétština patří.
Není známo do jaké jazykové rodiny mínojština patří, jedná se tedy o neklasifikovaný jazyk. Existují hypotézy o tom, že mínojština patří mezi indoevropské jazyky nebo semito-hamitské jazyky. Lingvista Brent Davis objevil, že se v textech zapsaných lineární písmem A vyskytuje slovosled VSO.

## Příklady

### Číslovky
| Mínojsky | Česky |
| kaja     | jeden |
| zadaja   | dva   |
| sanaja   | tři   |
| arapija  | čtyři |
| taja     | pět   |
| sasadaja | šest  |
| sasutaja | sedm  |
| sakotija | osm   |
| tesuraja | devět |
| naruja   | deset |